# Thomas Doughty (pintor)
Thomas Doughty (19 de juliol de 1791? – 22 de juliol de 1856) fou el primer pintor estatunidenc exclusivament paisatgista. Tot i que segons alguns autors no va pertànyer pròpiament a l'Escola del Riu Hudson, en tot cas va ésse-ne l'indiscutible precursor.

## Biografia

### Joventut i aprenentatge
Thomas Doughty, o Thomas Taber Doughty, va néixer a Filadèlfia (Pennsilvània). A la seva primera joventut va ésser aprenent en una adoberia a Filadèlfia, i després es va establir com a curtidor amb un dels seus germans. Mentre, va esdevenir pintor autodidacta i va assistir a clases de dibuix. Va exposar públicament per primera vegada l'any 1816 a la Pennsylvania Academy of the Fine Arts. Va poder conèixer la pintura paisatgista europea visitant les col·leccions públiques i privades de Filadèlfia i de Baltimore. Va viure a Boston dos anys a finals de la década de 1820, i partir de l'any 1820 es va consagrar totalment a la pintura de paisatges.

### Activitat artística
A Filadèlfia, entre 1830 i 1832, amb el seu germà John, van establir una publicació periòdica: The Cabinet of Natural History and American Rural Sports, que va publicar les seves litografies. Posteriorment, es va traslladar altra vegada a Boston. Entre els 1837 i 1838, va estar a Anglaterra. Després del seu retorn, va viure intermitentment a Nova York, residint de vegades en llocs del nord-est dels Estats Units, a Washington i a Nova Orleans. A l'any 1845 va tornar a marxar a Europa, visitant París i tornant a Anglaterra. Va morir a Nova York. Aquests canvis de residència probablement reflecteixen dificultats per vendre el seu treball. Els gustos artístics estaven canviant, i Doughty havia de competir amb pintors més dotats o que oferien una nova manera d'entendre la pintura de paisatge.
Tot i que Doughty va representar correctament la natura, les seves obres no tenen la força dels posteriors pintors de l'Escola del Riu Hudson. Les seves composicions són massa generals i no tenen fidelitat als llocs ni precisió en la representació de plantes, roques i altres elements del paisatge. De fet, les seves obres imiten les convencions dels paisatgistes anglesos del segle xviii. Tanmateix, les seves escenes amb un personatge solitari són poètiques i meditatives, amb un sentiment de bellesa del món natural, amb uns paisatges ubèrrims i uns celatges plens de llum.